# سيرجيو فيراري
سيرجيو فيراري (بالإيطالية: Sergio Ferrari)‏ (17 سبتمبر 1943 إيطاليا - 2 أبريل 2016 ليكو إيطاليا) هو لاعب كرة قدم إيطالي سابق كان يلعب كلاعب وسط.

## روابط خارجية
- سيرجيو فيراري على موقع قاعدة بيانات كرة القدم.إي يو (الإنجليزية)
- سيرجيو فيراري على موقع عالم كرة القدم.نت (الإنجليزية)